# Titus Ekiru
Titus Ekiru (* 2. Januar 1992) ist ein kenianischer Langstreckenläufer, der sich auf den Straßenlauf spezialisiert hat.

## Sportliche Laufbahn
Erste internationale Erfahrungen sammelte Titus Ekiru beim Casablanca-Marathon 2016, bei dem er in 2:15:43 h auf den zweiten Platz gelangte. Im Jahr darauf siegte er beim Sevilla-Marathon mit neuem Streckenrekord von 2:07:43 h. 2018 siegte er in 1:01:02 h beim San Diego Rock 'n' Roll Half Marathon und in 2:10:38 h beim Marathon in Mexiko-Stadt. Im Dezember siegte er beim Honolulu-Marathon mit 2:09:01 h. 2019 siegte er beim Mailand-Marathon in 2:04:46 h und gewann anschließend bei den Afrikaspielen in Rabat mit neuem Spielerekord von 1:01:42 h. Es folgten Siege beim Luso Meia Maratona und die Titelverteidigung beim Honolulu-Marathon, wo er mit 2:07:59 h einen neuen Streckenrekord aufstellte.
2021 triumphierte Titus Ekiru beim Elite-Rennen des Mailand-Marathons. Mit 2:02:57 h war er der sechste Läufer, der über die Marathondistanz unter 2:03 h blieb.
Im Juli 2023 wurde bekannt, dass Titus Ekiru bei seinen Marathonsiegen 2021 in Mailand und Abu Dhabi positiv auf verbotene Substanzen getestet wurde. Nach Einschätzung der Athletics Integrity Unit hatte Ekiru zudem versucht, die Ermittlungen gegen ihn zu behindern. Im Oktober 2023 wurde er für 10 Jahre von sämtlichen Wettbewerben seines Sports gesperrt. Seine Ergebnisse aus dem Jahr 2021 wurden annulliert, Preisgelder und Pokale werden von ihm zurückgefordert.

## Persönliche Bestleistungen
- Halbmarathon: 1:00:12 h, 20. Oktober 2019 in Lissabon
- Marathon: 2:02:57 h, 16. Mai 2021 in Mailand